# Pungräkor
Pungräkor (Mysida) är räkliknande kräftdjur i gruppen Peracarida. De är 6–30 mm långa, halvgenomskinliga, och de flesta är marina. Cirka 1 000 arter är beskrivna, varav cirka 30 i Sverige.

## Byggnad
Mysiderna har en långsträckt räkliknande kropp med en carapax (ryggsköld) som täcker det mesta av mellankroppen (thorax) och skaftade komplexögon och ett slags stjärtfena som bildas av sista benparet på bakkroppen samt telson. Thorakalbenen är tvågrenade (Y-formiga). Till skillnad från egentliga räkor har de, liksom alla peracarider, ett yngelrum (marsupium) på buksidan, vilket bildas av plattor på thorakalbenen; därav namnet.

## Ekologi
De flesta pungräkor lever nära botten, även om en del är planktonformer. De lever på alger, detritus och zooplankton. De kan också vara asätare och kannibalism förekommer. Pelagiska arter är filtrerare. De använder två metoder för näringsupptag: dels filtrering av näringspartiklar ur en vattenström, dels insamling av större näringspartiklar med hjälp av benparen.
Kullstorleken beror på kroppsstorlek och näringstillgång. Parningen sker på natten. Tiden till könsmognad är för en undersökt art 12–20 dagar. Antalet i varje kull är ganska litet, men nya kullar kan produceras med bara 4–7 dagars mellanrum.
I Centraleuropa finns många införda arter. Nya arter hittas ofta i sjöar och floder och kan förekomma i stort antal. I Donau finns till exempel tio arter som nyligen spridits från Kaspiska havet. Hur de kommit dit är oklart, men troligen har de spridits med båtar.

## Systematik
Mysida (synonym Mysidacea) är en ordning inom överordningen Peracarida. Den innehåller fyra familjer, varav Mysidae är viktigast. Tidigare har Mysida haft större omfattning, men några grupper har brutits ut och bildar nu ordningarna Lophogastrida och Stygiomysida.
Familjen Mysidae har cirka 28 arter i Sverige. Praunus flexuosus, 25 mm, är mycket vanlig bland alger i grunt vatten, Neomysis integer, 17 mm, kan uppträda i stora svärmar på grunt vatten. De finns från västkusten till Bottenviken. Pungräkan Mysis relicta finns i Östersjön och i djupa kalla sötvatten i vissa insjöar som var täckta av Yoldiahavet. Den anses som en relikt som kommit in i samband med inlandsisens avsmältning efter Weichsel.

## Användning
Mysider lämpar sig bra för odling i större skala och försökar sig fort. De kan odlas i stillastående vatten eller i system med genomströmmande vatten. Ofta utfodras de med Artemia. De används som foder i kommersiella odlingar av räkor, fiskyngel eller bläckfiskar samt till akvariefiskar. 
Deras känslighet för vattenkvalitet gör dem lämpliga för bioassayer av till exempel bekämpningsmedel och andra miljögifter.